# Auditorium Theatre
L'Auditorium Theatre è un teatro per musica e spettacoli situato nell'Auditorium Building al 50 E. Ida B. Wells Drive a Chicago, Illinois. Ispirato allo stile romanico Richardsoniano dell'architetto Henry Hobson Richardson, l'edificio fu progettato da Dankmar Adler e Louis Sullivan e completato nel 1889. La Chicago Symphony Orchestra si esibì nel teatro fino al 1904 così come la Chicago Grand Opera Company e i suoi successori la Chicago Opera Association e la Chicago Civic Opera fino al suo trasferimento al Civic Opera House nel 1929. Il teatro fu sede del Joffrey Ballet dal 1998 al 2020. Attualmente ospita una varietà di concerti, musical, spettacoli ed eventi. Dagli anni '40 è di proprietà della Roosevelt University e dagli anni '60 è stato ristrutturato e gestito da un'organizzazione indipendente senza scopo di lucro dedicata alle arti.

## Architettura
Il teatro presentava molte innovazioni tecnologiche per l'epoca, tra cui l'esposizione di 3.500 lampadine a filamento di carbonio nudo (viste pubblicamente per la prima volta nel 1879), un'acustica ineguagliabile, l'aria condizionata (che richiedeva la consegna di 15 tonnellate di ghiaccio al giorno), 26 ascensori idraulici che potevano facilmente alzare e abbassare sezioni del palcoscenico e un ampio soppalco di 95 piedi sopra il palcoscenico per gli elementi scenici volanti. La visione di Sullivan per il teatro era quella di creare uno spazio democratico, dove i migliori posti non erano riservati agli spettatori più ricchi, quindi i palchi furono trasferiti sui lati, con un ampio piano principale e generosi balconi che offrivano visibilità ottimale al pubblico generale. L'ornamentazione non glorificava una figura nobile o imitava i palazzi barocchi, ma piuttosto presentava interpretazioni artistiche di elementi naturali come fiori e viti, e murales bucolici. L'Auditorium Theatre esemplifica anche una tecnica architettonica chiamata "compressione ed espansione". Ogni spettatore era tenuto a muoversi attraverso il piccolo, oscuro ingresso del teatro. L'ingresso era "compresso" da soffitti bassi in modo che quando gli spettatore lasciavano la lobby per entrare nel teatro, l'impatto di "espandersi" nell'imponente auditorium di sei piani, con i suoi grandi archi dorati e il soffitto scintillante, sarebbe stato ancora più impattante.